# Raión de Liubar
Liubar (en ucraniano: Любарський район) es un raión o distrito de Ucrania en el óblast de Zhytomyr. 
Comprende una superficie de 757 km².
La capital es la ciudad de Liubar.

## Demografía
Según estimación 2010 contaba con una población total de 31154 habitantes.

## Otros datos
El código KOATUU es 1823100000. El código postal 13100 y el prefijo telefónico +380 4147.